# Dálnice D4 (Slovensko)
Dálnice D4 (slovensky Diaľnica D4) je čtvrtá nejdelší dálnice na Slovensku, která po svém dokončení vytvoří vnější obchvat Bratislavy. Celková délka dálnice je 48 km a začíná na hranici s Rakouskem na hraničním přechodu Jarovce/Kittsee. Dálnice D4 zde plynule navazuje na rakouskou dálnici A6. Trasa dálnice D4 částečně obchází Bratislavu a to nejprve z jihu, kde křižuje dálnici D2 a rychlostní silnici R7 a pak se stáčí na sever, kde křižuje dálnici D1 a nakonec se stáčí na západ, kde znovu křižuje dálnici D2 u Stupavy. Dálnice D4 končí v prostoru plánovaného hraničního přechodu s Rakouskem, kde má být napojena na připravovanou rakouskou rychlostní silnici S8. Dálnice D4 mezi Jarovci a křižovatkou s dálnicí D1 bude po dokončení součástí evropské silnice E58. 

## Historie
Plány na výstavbu úseku mezi hraničním přechodem v Jarovcích a křižovatkou s dálnicí D2 u Jarovců sahají ještě před rok 1989. Tehdy byl tento dva kilometry dlouhý úsek zařazen do bývalé dálnice D61, která měla přetnout Bratislavu a končit nedaleko Trenčína, kde by se napojovala na dálnici D1 z Prahy do Žiliny, Košic a dále na hranici s Ukrajinou. S výstavbou dálničního okruhu Bratislavy se nepočítalo, tranzitní doprava měla být řešena průtahem dálnice D2 a D61 přes město. Teprve v roce 1996 došlo k zahájení výstavby tohoto úseku, ještě jako součást dálnice D61 a navíc bez koordinace s Rakouskem, tedy bez existence napojení na rakouské straně. V roce 1999 byl tento úsek slavnostně uveden do provozu, včetně moderního hraničního přechodu na dálnici, avšak bez napojení na rakouskou dálniční síť. Rakouská dálnice A6 byla v té době ve fázi plánování a dálnice D4 byla provizorně napojena na rakouskou silnici 307, která vedla do Kittsee a proto bylo využití dálnice minimální. V roce 1999 byl tento úsek přeznačen na dálnici D1. Samotná dálnice D4 byla poprvé zařazena do slovenské dálniční sítě až v roce 2010, nařízením vlády č. 406/2010, ale první technické studie trasy dálnice jsou z roku 2001. Navzdory této skutečnosti byl již v roce 2009 rozestavěný úsek v polovičním profilu u Stupavy jako úsek dálnice D4. V roce 2010 byl úsek mezi Jarovci a křižovatkou s dálnicí D2 přeznačen na dálnici D4. Úsek u Stupavy křižující dálnici D2 byl uveden do provozu v roce 2011. V roce 2016 byl rozestavěný úsek dálnice D4 od křižovatky s dálnicí D2 u Jarovců společně s novou křižovatku s dálnicí D1 u Ivanky při Dunaji, až po křižovatku Bratislava-Rača. Celý úsek měl být zprovozněn v roce 2020, k tomu však s ohledem na problémy při výstavbě nedošlo v plném rozsahu. Termín zprovoznění byl splněn pouze v případě úseku mezi MÚK Bratislava-jih a MÚK Bratislava-Podunajské Biskupice. V listopadu 2020 byla zprovozněna další část úseku a to od MÚK Bratislava-Podunajské Biskupice po MÚK Bratislava-Vrakuňa. 11. února byl zprovozněn následující úsek po MÚK Bratislava-východ I. Ostatní úseky byly zprovozněny na podzim 2021, zprovoznění křižovatky dálnice D4 a dálnice D1 je však odsunuto až na rok 2025.

## Přehled úseků
| Úsek                                                                         | Délka   | Zahájení výstavby | Uvedení do provozu | Výjezdy |
| ---------------------------------------------------------------------------- | ------- | ----------------- | ------------------ | --- |
| Státní hranice SK/AT – Bratislava-Jarovce                                    | 2 km    | 1996              | 1999               | Křižovatka D4xD2, Bratislava-Jarovce |
| Bratislava-Jarovce – Bratislava-Petržalka                                    | 2,5 km  | 2016              | 10/2021            | Bratislava-Petržalka |
| Bratislava-Petržalka – Bratislava-jih                                        | 4,5 km  | 2016              | 9/2021             | Křižovatka D4xR7, Bratislava-jih |
| Bratislava-jih – Bratislava-Podunajské Biskupice                             | 4 km    | 2016              | 7/2020             | Bratislava-Podunajské Biskupice |
| Bratislava-Podunajské Biskupice – Bratislava-Vrakuňa                         | 3,6 km  | 2016              | 11/2020            | Bratislava-Vrakuňa |
| Bratislava-Vrakuňa – Bratislava-východ I                                     | 7,5 km  | 2016              | 2/2021             | Bratislava-východ I |
| Bratislava-východ I – Bratislava-východ II, křižovatka D4xD1                 | 1 km    | 2016              | 11/2021            | Úsek bez výjezdů |
| Křižovatka Bratislava-východ II, križovatka D4xD1                            | —       | 2016              | 2025               | Bratislava-východ II, křižovatka D4xD1 |
| Bratislava-východ II – Bratislava-Vajnory                                    | 2 km    | 2016              | 11/2021            | Bratislava-Vajnory |
| Bratislava-Vajnory – Bratislava-Rača                                         | 2,4 km  | 2016              | 9/2021             | Bratislava-Rača |
| Bratislava-Rača – Bratislava-Záhorská Bystrica                               | 12,4 km | ?                 | ?                  | Bratislava-Záhorská Bystrica, dostavba |
| Bratislava-Záhorská Bystrica – Bratislava-Devínska Nová Ves, levá polovina   | 3 km    | 2009              | 2011               | Bratislava-Záhorská Bystrica, dočasné napojení na silnici I/2 Křižovatka D4xD2, Stupava Bratislava-Devínska Nová Ves, dočasné napojení na silnici II/505 |
| Bratislava-Záhorská Bystrica – Bratislava, Devínska Nová Ves, pravá polovina | 3 km    | ?                 | ?                  | Bratislava-Devínska Nová Ves, dostavba |
| Bratislava-Devínska Nová Ves – státní hranice SK/AT                          | 3,6 km  | ?                 | ?                  | Úsek bez výjezdů |

## Budoucnost
Z MÚK Bratislava-Rača má dálnice D4 dále překonat Malé Karpaty a napojit se na již provozovaný úsek u Stupavy a pokračovat dále na hranice s Rakouskem, kde má končit napojením na rakouskou rychlostní silnici S8. Trasa dálnice přes Malé Karpaty zatím není stabilizovaná, je zvažována výstavba tunelu Karpaty nebo výstavba soustavy kratších tunelů. S ohledem na vysokou finanční náročnost výstavby tohoto úseku je jeho realizace pravděpodobná až ve vzdáleném horizontu.

## Kritika
Dálnice D4 byla kritizovaná v létě 2010 bratislavskou městskou částí Jarovce. Špatná dálniční kanalizace poškodila vyzrálou úrodu a také chyběly protihlukové stěny. Občanské sdružení Malé Karpaty Ministerstvu dopravy mimo jiné vyčítá nedoložení ekonomického opodstatnění dálnice, zdůrazňování přeshraničního spojení navzdory zdrženlivému postoji rakouské strany o rychlostní silnici S8, environmentální nepřepracovanost návrhu (zásah do biotopů v lokalitě Šúr). Dálnice D4 mezi Jarovci a Ivankou při Dunaji má také vést přes CHKO Dunajské luhy.

## Bývalý dálniční přivaděč
Součástí jedné dálniční mimoúrovňové křižovatky je také úsek silnice, který byl v minulosti formálně samostatným dálničním přivaděčem. Jedná se o bývalý dálniční přivaděč PD 2 v Bratislavě mezi křižovatkou dálnic D2 a D4 a silnicí III/002046 v Jarovcích o délce 1,76 km. Od roku 2014 byl samostatnou větví křižovatky. Po dostavbě dálnice D4 byl vyřazen.